# Myrmarachne formicaria tyrolensis
Myrmarachne formicaria tyrolensis is een spinnenondersoort in de taxonomische indeling van de springspinnen (Salticidae).
Het dier behoort tot het geslacht Myrmarachne. De wetenschappelijke naam van de soort werd voor het eerst geldig gepubliceerd in 1846 door Carl Ludwig Koch.